# Acontias subtaeniatus
Acontias subtaeniatus — вид сцинкоподібних ящірок родини сцинкових (Scincidae). Ендемік Південно-Африканської Республіки.

## Поширення і екологія
Acontias subtaeniatus мешкають на півночі провінції Лімпопо. Вони живуть в піску в савані, ведуть риючий спосіб життя.